# سلت‌ها

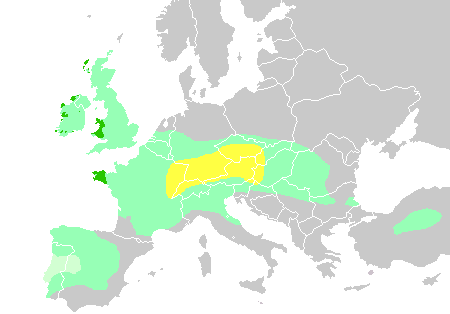
فرهنگ هالشتات
حداکثر گسترش سلت‌ها در قرن ۳ پیش از میلاد
لوسیتانی‌های شبه‌جزیره ایبریا
محدوده زبانی سلت‌ها

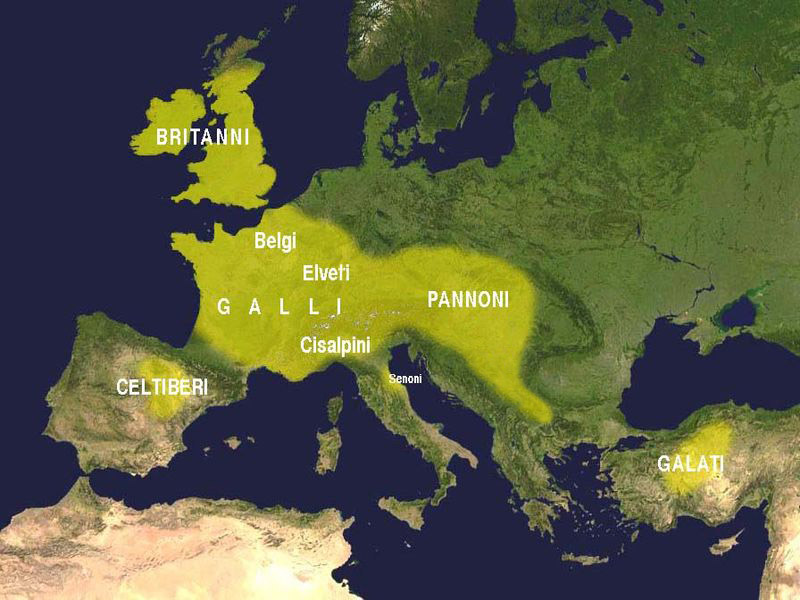
سلت‌ها در قرن ۳ پیش از میلاد

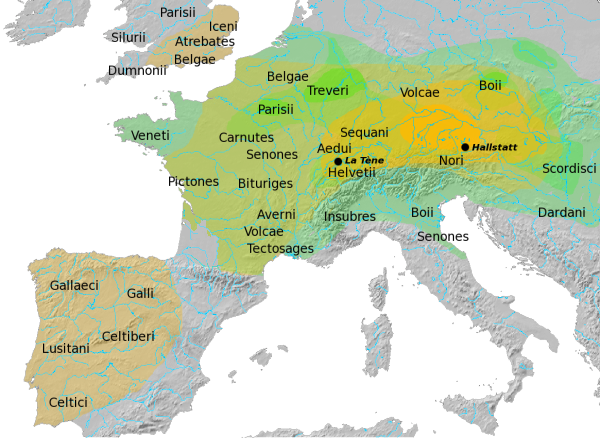
فرهنگ هالشتات و فرهنگ لاتنه
مرکز فرهنگ هالشتات
مناطق متأثر از فرهنگ هالشتات
مرکز فرهنگ لاتنه
مناطق متأثر از فرهنگ لاتنه

سلت‌ها یا کلت‌ها (‎/ˈkɛlts/‎ یا ‎/ˈsɛlts/‎)، در حدود سال ۷۰۰ قبل از میلاد، یک گروه از قبایل هندواروپایی جنگ‌جوی چادرنشین بودند که در اروپای مرکزی ساکن شدند و در طول قرن چهارم ق. م به بالاترین نقطه نفوذ و استیلای خود رسیدند و از بریتانیا تا آسیای صغیر گسترش یافتند.
هر قبیله از سه گروه اصلی کشاورزان، جنگجویان و کاهنان تشکیل می‌شود. بزرگ‌ترین زیست گاه آن‌ها در قلعه‌های مستقر در رأس تپه‌ها بود.
سلت‌ها سپس رو به شرق به آسیای صغیر کوچ کردند، جایی که به گالاتایی‌ها [غلاطی] معروف بودند و رو به غرب هم به سرزمین گل و اسپانیا و بریتانیا رفتند. از قرن سوم ق. م بدین سو، تاریخ اقوام سلت رو به زوال و تباهی رفت و با فتح گل به دست ژولیوس سزار، استقلال سلتی‌ها در قاره اروپا به پایان رسید. در بریتانیا و ایرلند این فروپاشی آهسته‌تر صورت گرفت، اما فرهنگ سنتی به تدریج و در اثر فشارهای سیاسی به تدریج از هم فروپاشید.

## پیشینه
سلت‌ها (یونانی‌ها آن‌ها را کلتوی Keltoi و رومیان آن‌ها را سلتای Celtoe می‌نامیدند) تا پیش از سال ۵۰۰ قبل از میلاد، به عنوان کشاورزان در سراسر اروپای مرکزی و شمالی پراکنده شده بودند. سلت‌ها آهنگران ماهری بودند که ابزار آهنی، سلاح آهنی و جواهرات ظریف می‌ساختند. آن‌ها جشن‌هایی برگزار کرده و به تفریح می‌پرداختند. آن‌ها جنگجویانی خشن اما بی نظم بودند، برای همین رومی‌ها آن‌ها را به آسانی شکست دادند. سلت‌ها زبان نوشتاری نداشتند و قوانین، تشریفات مذهبی و داستان‌های خود را به‌طور شفاهی به دیگران منتقل می‌کردند.
سلتی‌ها به دنبال مهم‌ترین و نتیجه‌بخش‌ترین اقامت زودهنگام آن‌ها در اروپا در حدود سال‌های ۱۲۰۰ تا ۱۰۰ قبل از میلاد، در بخش‌های گسترده‌ای از این قاره، پراکنده شدند. در بالاترین زمان این پراکنش، یعنی پیش از سال‌های ۴۰۰ تا ۲۰۰ ق.م. آن‌ها ایرلند، انگلستان و بخش اعظمی از فرانسه و اسپانیا و نیز بخش عمده‌ای از اروپای مرکزی، در امتداد سواحل دریای سیاه، از شرق تا غرب را اشغال و سکونت اختیار کردند و طبیعتاً با مردمان یونان و رم که در جنوب اروپا ساکن بودند، تماس داشته‌اند. از آن جا که سلتی‌ها، هیچ شهری نداشتند، موجودیتی شبانی را، در قالب زندگی سادهٔ کشت و زرع و روستایی، ترجیح دادند. دنیای یونانی-رومی، آنان را به کل بربرها وانسان‌های «وحشی» معرفی می‌کند. اگر چه آن‌ها در زمینه کاربرد زبان و اصول نسبت به رومیان و یونانیان کمتر پیشرفت کرده بودند، اما، با این همه فاقد تمدن نبوده و قوانینی داشته‌اند؛ با طبقه‌بندی‌های اجتماعی و ثروت و نیز سنت‌ها و رسوم مذهبی کاملاً گسترده.
جنگجویان سلت ظاهر و صدای ترسناکی داشتند. مردان سلت شلوارهای زبر و خشن می‌پوشیدند. اما به هنگام جنگ به صورت برهنه و فقط با یک طوق (گردنبند)، به میدان می‌رفتند. روی بدن آن‌ها با رنگ آبی که از برگ‌های یک گیاه به نام «نیل»، گرفته می‌شد. طراحی و نقاشی می‌شد.

## پیدایش و مهاجرت

مهاجرت هند و اروپایی‌ها

سلت‌ها در طول صدها سال به مناطق مختلف اروپا مهاجرت می‌کردند و شروع به کولونیزه کردن مناطق مختلف در اروپای غربی و فرانسه کردند. این کولونیزه شدن سلتی فرانسه مدت بیش از هزار سال ادامه یافت که به نظر می‌رسد که آغازش از دوران مفرغ بوده است (۱۶۰۰ قبل از میلاد) که در عصر آهن شدت بیشتری می‌گیرد (قرن ۹ و ۱۰ قبل از میلاد) و در قرن ۵ و ۶ قبل ار میلاد به اوج خود می‌رسد.
براساس کشفیات باستان‌شناسی جدید، هجوم و مهاجرت سلت‌ها چندین قرن ادامه داشت که طی آن جمعیت بومی از بین نرفت بلکه طی این اتفاق دو گروه جذب یکدیگر شده و در هم حل شدند با این حال تنوع قبایل فزونی یافت. اما این کولونیزاسیون در کوتاه مدت باعث گوناگونی جمعیت شد که این خود باعث هجوم‌های جدید به منطقه گل شد.

## سلاح‌های سلت

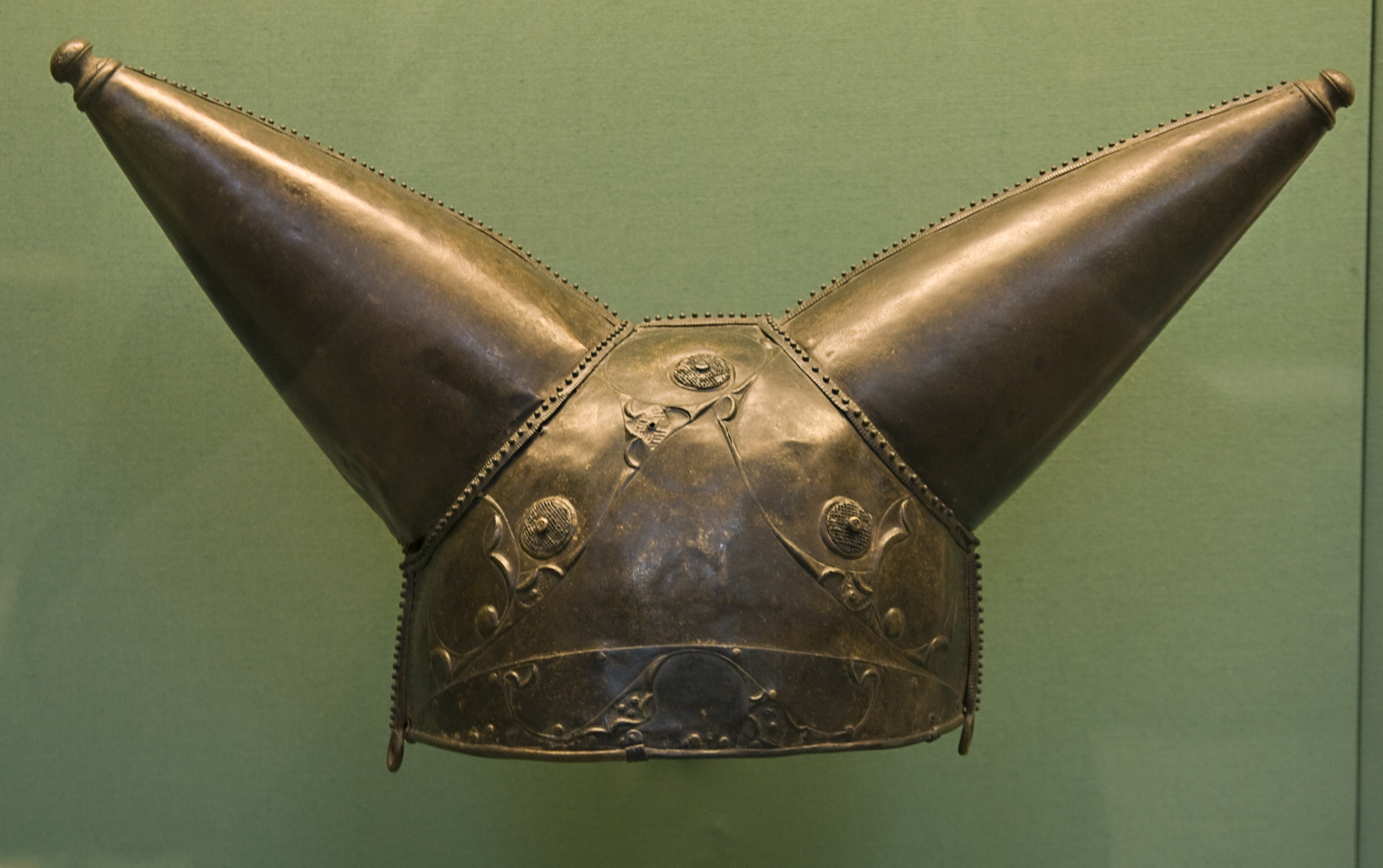

جنگجویان سلت با شمشیرهای بلند، نیزه و قلاب سنگ می‌جنگیدند. آن‌ها سپرهایی از جنس برنز با چوب در دست می‌گرفتند. جنگجویان پیاده به جنگ می‌رفتند و فریاد می‌زدند و روی سپرهای خود می‌کوبیدند. بعضی‌ها به هنگام حمله یک شیپور به نام «کارنیکس»، را به صدا درمی‌آوردند.

## قهرمانان جنگ
قهرمانان جنگی در قبیله از موقعیت بالای مخصوصی برخوردار بودند و در حالی که بر ارابه چوبی که به‌وسیله اسب‌های تنومند کشیده می‌شدند، سوار بودند، وارد میدان جنگ می‌شدند، یک ارابه ران اسب‌ها را در میدان جنگ هدایت کرده و هم‌زمان جنگجو نیزه خود را به طرف دشمن پرتاب می‌کرد. وقتی شرایط جنگ مشکل می‌شد، جنگجویان از روی ارابه‌ها به پایین می‌پریدند و به‌وسیله (شمشیر) جنگ را ادامه می‌دادند. در صورتی که یک فرمانده نظامی در خطر قرار می‌گرفت، ارابه ران او آماده بود تا او را سوار کرده و به محل امنی انتقال دهد.

## جشن‌های پیروزی
سلت‌ها بعد از هر پیروزی جشن‌های بزرگی برگزار می‌کردند. این ضیافت چندین روز طول می‌کشید. شعرا و نوازندگان با داستان پیروزی‌ها و شجاعت‌های قهرمانان قبیله، مردم در حال تفریح را سرگرم می‌کردند. سلت‌ها همچنین سرهای بریده دشمنان شکست خورده را به عنوان یادگارهای مقدس، نزد خود نگه می‌داشتند.

## ارتش‌های نامنظم
برخلاف اینکه سلت‌ها جنگجویان بی‌باک و بیرحمی بودند اما دارای نظم کارایی نبودند و می‌توان گفت یکی از علت‌های شکست ارتش این قوم نبود نظم و استراتژی در جنگ بود.

## زندگی سلت‌ها
خانواده‌های سلت درقبایل خود درون کلبه‌های کوچک یا قلعه‌های ساخته شده در روی تپه، زندگی می‌کردند که امکان دفاع در مقابل هجوم دیگر قبایل را برای آن‌ها فراهم می‌کرد. در مواقع صلح، سلت‌ها بر روی زمین‌های اطراف قلعه به پرورش گله و کاشت غلات می‌پرداختند. هر قبیله به وسیله رئیس با پادشاه خود اداره می‌شد. کاهن‌ها در این قبایل از اهمیت بسیار زیادی برخوردار بودند.
۷۰۰ قبل از میلاد تمدن سلتی، معروف به فرهنگ هالستات (وابسته به دوران قبل از اروپا)، در اتریش و جنوب آلمان به وجود می‌آید. سلت‌های دارای فرهنگ هالستات، در فرانسه - اسپانیا و بریتانیا پراکنده می‌شوند. این قبایل سلت در قلعه‌های تپه‌ای زندگی کرده و از سلاحهای فلزی استفاده می‌کنند.
از دیگر کاستی‌های سلتی‌ها نسبت به رومیان و یونانیان، فقدان آگاهی آن‌ها نسبت به نگارش و ادبیات بوده که در نتیجه تأثیر مستقیمی بر انتقال اسطوره‌ها به سال‌های بعد داشته است.
از آن جا که سلتی‌ها در سالیان طولانی از خواندن و نوشتن محروم بودند، نتوانستند، سنت‌ها، اسطوره‌ها، قوانین و دیگر عقاید و باورهایشان را ثبت و نگهداری کنند، بنابراین، اسطوره‌های اصلی سلتی، از نسلی به نسل دیگر به وسیله گفته‌ها و نقل‌های کلامی منتقل شده است.

## دین
اگرچه در خصوص دین سلتی‌های باستان شواهد مستند چندانی در دست نیست، اکنون می‌دانیم آن‌ها متن مقدس مکتوبی نداشته‌اند و متون مقدس در بین این اقوام به صورت شفاهی به تازه واردان منتقل می‌شده و احتمالاً با درگذشت آخرین دروئید نیز از میان رفته است. در حقیقت، پیش ازآن که این متون به نوشتار درآیند، مسیحیت به دین رایج این اقوام بدل شد و بنابراین پژوهش پیرامون دین اقوام سلتی می‌باید از طریق اسناد دست دوم، اسطوره‌های، افسانه‌ها و فرهنگ عامه، در کنار داده‌های باستان‌شناسی و هم‌سنجی‌های انسان‌شناختی صورت پذیرد.
اسطوره‌های سلتی در ادبیات اولیه ولزی و ایرلندی حفظ شده‌اند و پوسید و نیوس (حدود ۵۳۱–۰۵ ق. م) و دیگر نویسندگان کلاسیک به وصف اعمال دینی آن‌ها پرداخته‌اند. هم‌چنین به واسطه کندوکاو در هنر و باستان‌شناسی می‌توان شناسه‌هایی کلی برای این دین برشمرد :دین سلتی، به لحاظ محلی، بسیار گوناگون بود اما در غرب، طبقه حرفه‌ای سازمان یافته‌ای به نام دروئیدها، سنت‌های دینی را تعلیم می‌دادند و در حفظ آن‌ها می‌کوشیدند. آن‌گونه که در آثار نویسندگان رومی آمده، در گل برای تیو تاتیز (خدای قوم)، ایزیس (خدا و سرور) و تارانیس (خدای آذرخش) قربانی‌های انسانی تقدیم می‌شد. نقاشی‌های بازمانده، خدایان سلتی را در یک گروه سه‌تایی نشان می‌دهند و خدایان اصلی در ایرلند عبارت بودند از داگدا (تصویر انسانی با چماق و دیگ)، لوگ (خدای جنگ و حرفه)، و مانان (خدای دریا). هم‌چنین در شواهد باستان‌شناسی، خدایان دوسر، سه‌سر و شاخدار هم دیده شده‌اند.
معابد محلی سلتی‌ها کوچک بود اما معابد جامع‌تر، تحت تأثیر تمدن یونان و روم تزیین می‌شدند. تپه‌ها و آب‌ها مقدس بودند و چهار جشن اصلی در چهار وقت سال انجام می‌پذیرفت. حیوانات، نمادی از قدرت خداوندی بودند.